# Phaonia pseudofuscata
Phaonia pseudofuscata är en tvåvingeart som beskrevs av Shinonaga 2003. Phaonia pseudofuscata ingår i släktet Phaonia och familjen husflugor. Inga underarter finns listade i Catalogue of Life.